# Friedrich von Nerly

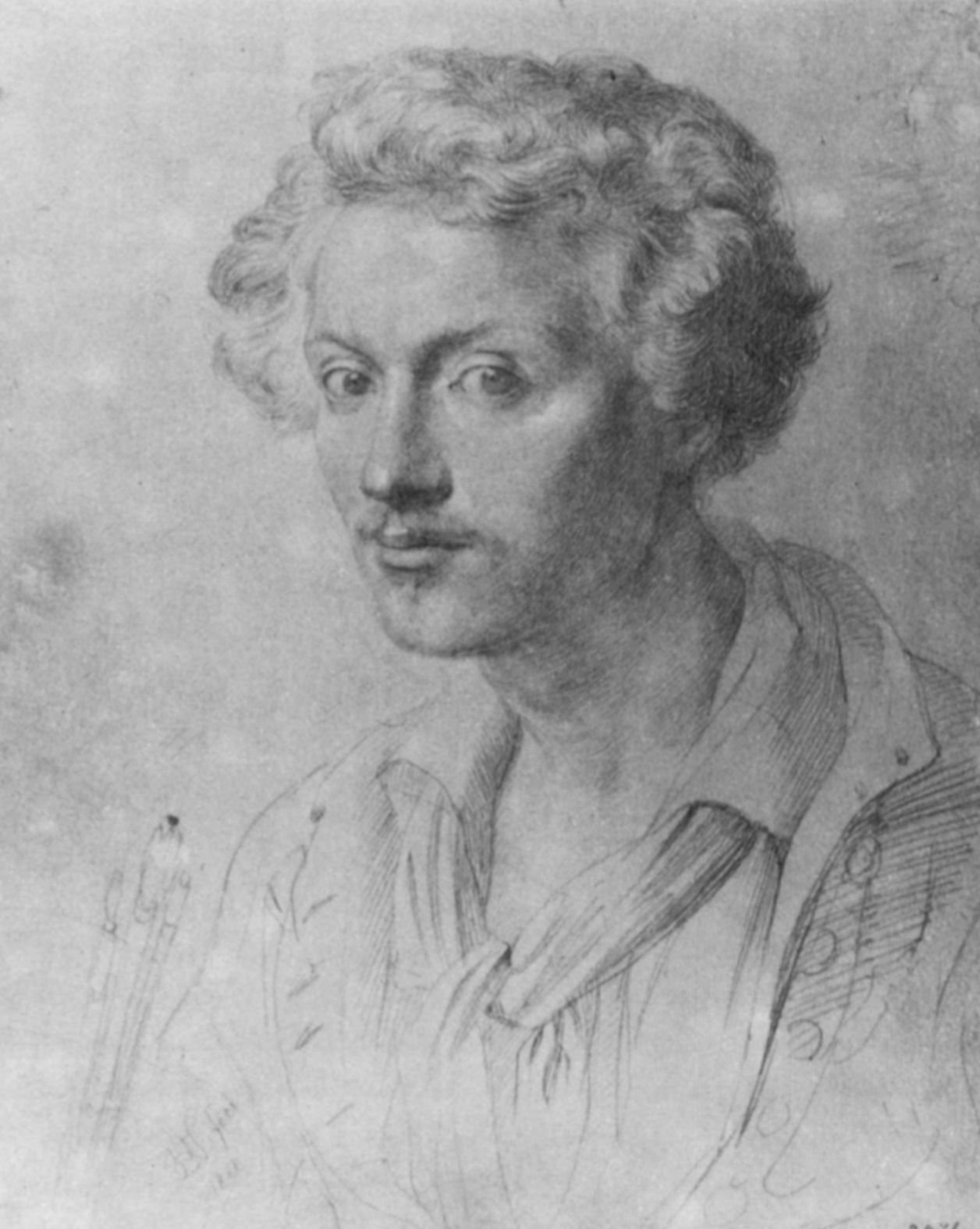
Friedrich Nerly: Autorretrato1828

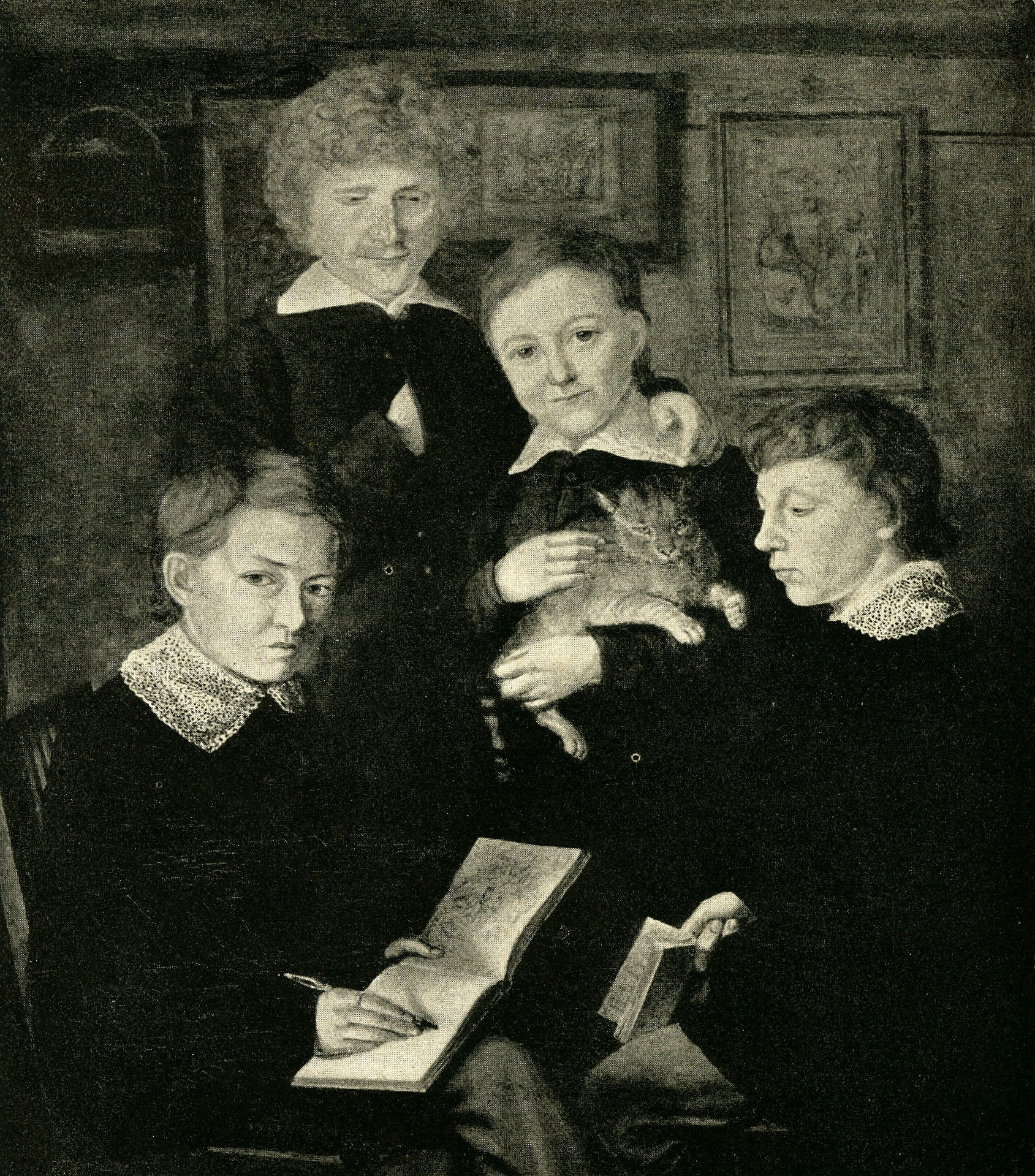
Erwin Speckter: El artista y sus amigos: (de izquierda a derecha: Erwin Speckter, Carl Julius Milde, Otto Speckter, Friedrich Nehrlich (Nerly)).

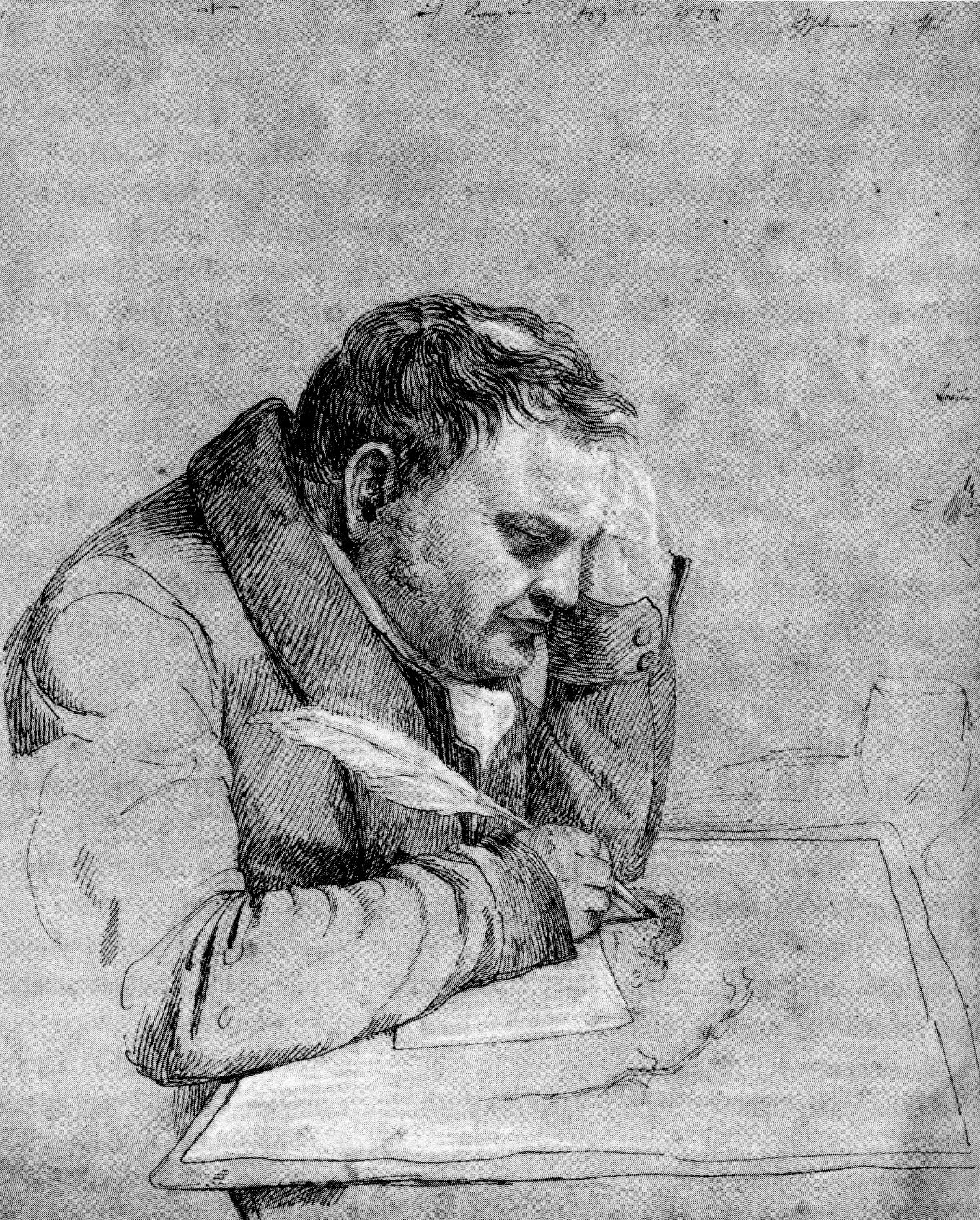
Friedrich Nerly: Estudio para el Retrato de Carl Friedrich von Rumohr (1823).

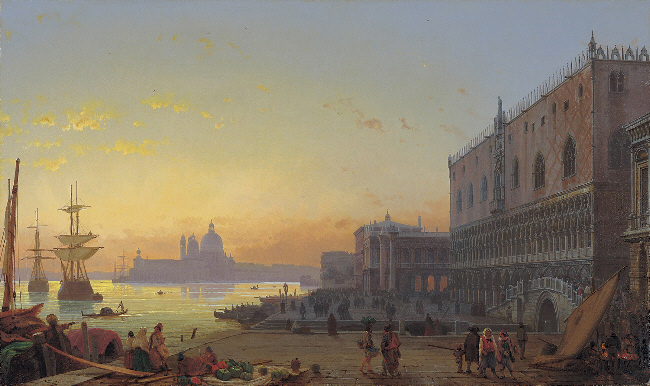
Friedrich Nerly: Venecia en la puesta de sol.

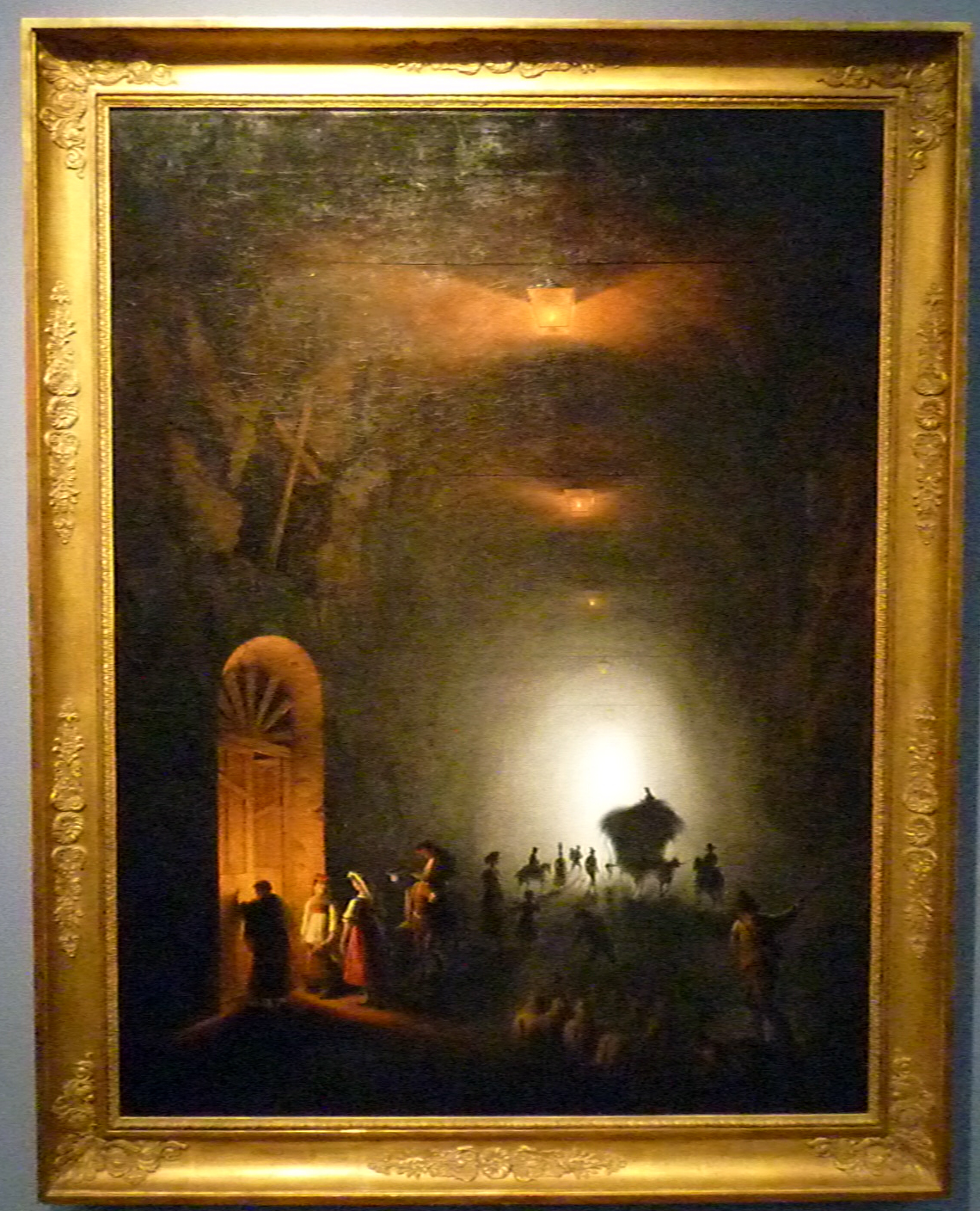
La Gruta de Posillipo (1847) Colonia, Wallraf-Richartz Museum.

Friedrich von Nerly (Érfurt, 24 de noviembre de 1807-Venecia, 21 de octubre de 1878) fue un pintor alemán conocido por sus paisajes de Venecia.

## Biografía
Después de la temprana muerte de su padre, un secretario postal en Érfurt, Friedrich von Nerly fue criado por un hermano de su madre en Hamburgo desde 1815. Siendo su tío músico, reconoció rápidamente su talento y lo alentó desde el primer momento a la pintura. Nerly recibió sus primeras lecciones de dibujo de la esposa de su tío y luego de Heinrich Joachim Herterich, un segundo tío, quien más tarde lo tomó como aprendiz en su taller litográfico. Por este medio, conoció a Johann Michael Speckter, el socio de Herterich, quien a su vez era amigo cercano de Philipp Otto Runge, también aprendiz del tío de Nerly. Pronto Nerly conoció al barón Carl Friedrich von Rumohr, patrón del taller.
En 1823 comenzó a estudiar con el barón Rumohr y fue junto con Franz Horny uno de sus principales estudiantes. El principal credo del barón era "el eterno estudio de la verdadera naturaleza". En el verano de 1827 Nerly acompañó a su mentor Rumohr en un viaje prolongado que eventualmente lo llevó a Italia, Dresde, Múnich y Weimar, donde conoció a Johann Wolfgang von Goethe. 
Al final de 1828 viajó por su cuenta a Roma con el fin de quedarse ahí por un tiempo. Ese año, se cambió su apellido a Nerly debido a su gran entusiasmo por la cultura italiana. De acuerdo con el propio Nerly, Johann Christian Reinhart, a quien conoció en Roma, tuvo más influencia artística en él que cualquier otro pintor exceptuando a Rumohr. En Roma Nerly estuvo a cargo de los festivales de Cervaro que servían para acoger a los artistas recién llegados e incorporarlos a la comunidad artística hasta su marcha de Roma en 1835.
Después de un corto viaje por el sur de Italia, Nerly llegó al final de octubre de 1835 a Venecia para asentarse en ella. En la ciudad de los canales, se encontró con los paisajes con los que llegó a ser ampliamente conocido; en específico, La Piazetta en el claro de luna, que pintó 36 veces. En Venecia, Nerly pronto se convirtió en un miembro de la Academia de Bellas Artes local, y conoció a su futura esposa.
Uno de los pocos contactos que mantuvo con su ciudad natal fue el pintor Eduard Gerhardt, quien a partir de 1841 lo visitó varias veces en Venecia, y trabajaron en colaboración.
El rey Guillermo I le otorgó en 1852 como reconocimiento y agradecimiento a su labor la Cruz de Primera Clase de Caballero de la Orden de la Corona de Württemberg, con la que entró a formar parte de la nobleza.
En 1878 Nerly murió en Venecia. Su sobrino, el también pintor Eduard von Hagen, legó a la ciudad de Érfurt todo el patrimonio artístico de Nerly y así sentó las bases para la galería del museo estatal.

## Obras
- Retrato del historiador de arte Karl Friedrich von Rumohr (Berlín, Alte Nationalgalerie, Inv. N ° 725 A III) de 1823 a 1827, óleo sobre lienzo, 31 x 25 cm
- Paisaje italiano con pastores (Wuppertal, Von der Heydt Museum, Inv. N ° G 0133), 1831, óleo sobre lienzo, 150 x 122 cm
- Vista de Terracina y Monte Circeo (Hamburger Kunsthalle, Inv. N ° 2787), 1833, óleo sobre lienzo, 99 x 137,5 cm
- Las cascadas de Terni (Viena, Österreichische Galerie, Inv. N ° 3296), 1834, óleo sobre lienzo
- Con vistas al Bacino di San Marco en Venecia (propiedad privada) 1843-1846, óleo sobre lienzo
- Venecia, Gran Canal con vistas a Santa María de la Salud [6] (Bremen Kunsthalle), alrededor de 1845, óleo sobre lienzo
- Venecia, Gran Canal con el Palazzo Fondaco de Turchi (Erfurt, Museo Anger), alrededor de 1845, acuarelas, pincel y pluma y tinta marrón, aumentados con blanco, lápiz
- Venecia en la noche (Trieste, Museo Morpurgo), 1850, óleo sobre lienzo, 75 x 102 cm
- Con vistas al Bacino di San Marco en Venecia (Colonia, van Ham Fine Art subastas, vendido en abril de 2007 a 550.000 €) 1840-1845, óleo sobre lienzo, 80 x 119 cm
- Palazzo Pisani (subastada en abril de 2007 en 33.000 €) 1840-45, óleo sobre lienzo, 74 x 66 cm
- La Piazzetta en el claro de luna, 1838 (subastada en abril de 2007 en € 210.000), óleo sobre lienzo, 81 x 111 cm
- La casa de Desdemona en Venecia, 1855, óleo sobre lienzo, 110 x 86 cm. Villa Grisebach, Berlín, mayo de 2012.
- En frente de un palacio en el Gran Canal de Venecia (subastada en mayo de 2011 en 2.200 €) 1840-45, óleo sobre lienzo, 252 x 150 cm